# 楚凱爾托特開局
楚凱爾托特開局是國際象棋開局側翼開局的一種，走法為：
1.Nf3